# Göran Lindgren
För andra betydelser, se Göran Lindgren (olika betydelser).
Henrik Stig Göran Lindgren, född 5 oktober 1927 i Sankt Matteus församling i Stockholm, död 2 juni 2012 i Oscars församling i Stockholm, var en svensk teater- och filmproducent, VD för Sandrews 1964–1989.
Lindgren drev under 1950-talet en konsult- och agentverksamhet för kända svenska skådespelare, regissörer, konstnärer, författare och journalister. Han blev 1963 direktörsassistent och producent vid Sandrews och från 1965 verkställande direktör för Sandrew Film & Teater AB. År 1989 efterträddes han av Klas Olofsson men behöll under några år ansvaret för teaterverksamheten. Sandrews teatrar Intiman, Vasateatern och Oscarsteatern avyttrades 1998.
Göran Lindgren var 1949–1985 gift med kostymtecknaren Gertie Johnson. Han är gravsatt i minneslunden på Galärvarvskyrkogården i Stockholm.

## Producent - film, i urval
- 1965 – Festivitetssalongen
- 1965 – Här börjar äventyret
- 1966 – Nattlek
- 1966 – Svält
- 1966 – Syskonbädd 1782
- 1967 – Hugo och Josefin
- 1968 – Svarta palmkronor
- 1969 – Gladiatorerna
- 1969 – Harry Munter
- 1970 – Grisjakten
- 1970 – Lyckliga skitar
- 1972 – Klara Lust
- 1974 – En enkel melodi
- 1975 – Giliap

## Producent  - teater, i urval
- 1997, 1991,1965 West Side Story
- 1993 En finstämd kväll med Jonas Gardell
- 1989-1995 Fantomen på Operan
- 1987 La Cage Aux Folles
- 1967 Glada Änkan